# Mistresses (série télévisée, 2013)
Pour les articles homonymes, voir Mistresses.
Mistresses ou Les Maîtresses au Québec est une série télévisée dramatique américaine en 52 épisodes de 42 minutes créée par K.J. Steinberg, basée sur la série anglaise du même nom, et diffusée entre le 3 juin 2013 et le 6 septembre 2016 sur le réseau ABC et au Canada sur le réseau CTV.

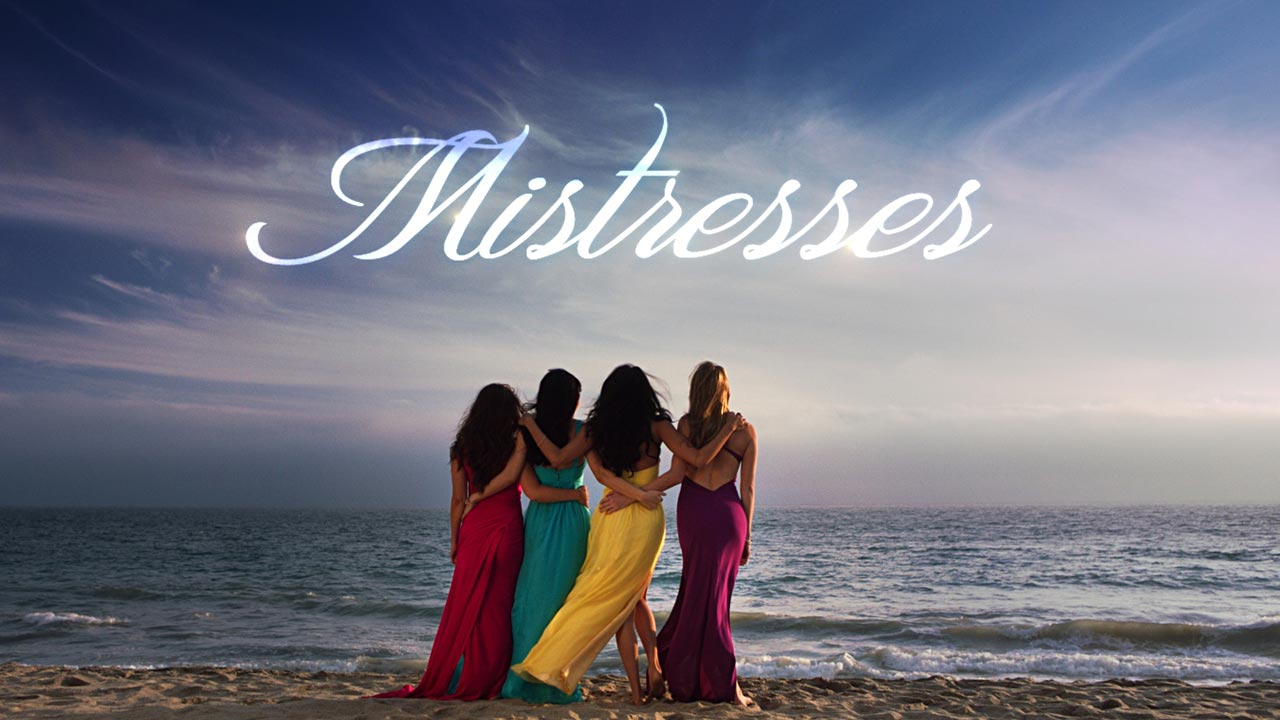
Affiche originale de la série.

En Belgique, la série est diffusée depuis le 15 juin 2014 sur RTL-TVI, en France, du 28 septembre 2014 au 8 février 2017 sur Téva, et clair depuis le 7 avril 2015 sur M6 ; en Suisse, depuis le 4 janvier 2015 sur RTS Un et au Québec, depuis le 24 août 2015 sur Moi & Cie Télé.

## Synopsis
Savannah Davis est une avocate qui essaye d'avoir un enfant avec son mari mais qui joue avec le feu avec l'un de ses collègues. Sa sœur, Josslyn Carver, enchaîne les relations sans lendemain jusqu'à sa rencontre avec une personne qui va bouleverser son quotidien. La psychiatre, Karen Kim, fait face à la famille d'un patient récemment décédé avec lequel elle avait une liaison. Quant à April Malloy, elle pense que son mari n'est pas mort après de mystérieux appels téléphoniques.

## Distribution

### Acteurs principaux
- Alyssa Milano (VF : Magali Barney) : Savannah « Savi » Davis (saisons 1 et 2)
- Yunjin Kim (VF : Yumi Fujimori) : Karen Kim
- Rochelle Aytes (VF : Sophie Riffont) : April Malloy
- Jes Macallan (VF : Victoria Grosbois) : Josslyn « Joss » Carver
- Brett Tucker (VF : Stéphane Pouplard) : Harry Davis
- Jason George (VF : Denis Laustriat) : Dominic Taylor (saisons 1 et 2 - invité saisons 3 et 4)
- Erik Stocklin (VF : Nicolas Bacon) : Samuel « Sam » Grey (saison 1)
- Jennifer Esposito (VF : Malvina Germain) : Calista Raines (saison 3)
- Rob Mayes (VF : Thibaut Lacour) : Mark Nickleby (saisons 3 et 4)
- Tabrett Bethell (VF : Laurence Crouzet) : Kate Davis (saison 4 - invitée saison 2)

### Acteurs récurrents
- Corinne Massiah (VF : Garance Pauwels) : Lucy Malloy
- Nicolas Hedges puis Julius Fair : Scotty Nickleby (saisons 1 et 3)
- Kate Beahan (VF : Pauline Moingeon Vallès) : Miranda Nickleby (saisons 1 et 3)
- Mike Dopud (VF : Éric Herson-Macarel) : Olivier Dubois (saison 1)
- Shannyn Sossamon (VF : Julie Dumas) : Alex (saison 1)
- Cameron Bender (en) (VF : Franck Lorrain) : Richard Grieco (saison 1)
- Gary Dourdan (VF : Éric Aubrahn) : Anthony Newsome (saison 1)
- Tory Mussett (VF : Véronique Picciotto) : Sally (saison 1)
- Kelly Smith (VF : Cindy Lemineur) : Mona (saison 1)
- Lenora May (VF : Jocelyne Darche) : Dr Alana Chertoff (saison 1)
- Tehmina Sunny (VF : Nathalie Régnier) : Natalie Wade (saison 1)
- Matthew Del Negro (VF : Serge Faliu) : Jacob Pollack (saisons 1 et 2 - invité saison 4)
- Ashley Newbrough (VF : Olivia Luccioni) : Kyra (saisons 1 et 2)
- Penelope Ann Miller (VF : Ariane Deviègue) : Elizabeth Grey (saisons 1 et 2)
- John H. Martin (en) (VF : Yann Guillemot) : Ron Mitchell (saisons 1 et 2)
- Dondre Whitfield (en) (VF : Daniel Lobé) : Paul Malloy (saisons 1 et 2)
- Catherine Haena Kim (VF : Anne Tilloy) : Anna Choi (saison 2)
- William Ragsdale (VF : Pascal Germain) : Dr Irving Blakeley (saison 2)
- Jason Gray-Stanford (VF : Alexis Victor) : Détective Adam Thomas (saison 2)
- Helena Mattsson (VF : Marie Tirmont) : Greta Jager (saison 2)
- Brian Hallisay (VF : Rémi Bichet) : Ben Odell (saison 2)
- Elaine Hendrix (VF : Laurence Mongeaud) : Samantha (saison 2)
- Pam Cook (VF : Vanessa Van-Geneugden) : Wendy Wegweiser (saison 2)
- Rebeka Montoya (en) (VF : Magali Rosenzweig) : Antonia « Toni » Ruiz (saisons 2 et 3)
- Ricky Whittle (VF : Jean-Baptiste Anoumon) : Daniel Zamora (saisons 2 et 3)
- Jason Gerhardt (en) (VF : Cédric Dumond) : Zack Kilmer (saisons 2 et 3)
- Lee Garlington (VF : Monique Nevers) : Eleanor Trosman (saisons 2 et 3)
- Justin Hartley (VF : Martial Le Minoux) : Scott Trosman (saisons 2 à 4)
- Sonja Bennett (en) (VF : Céline Melloul) : Vivian Adams (saison 3)
- Carmel Amit (arz) (VF : Olivia Nicosia) : Ariella Greenburg (saison 3)
- Emmanuelle Vaugier (VF : Claire Morin) : Niko (saison 3)
- Brian J. White : Blair Patterson (saison 3)
- Corey Sevier (VF : Thomas Roditi) : David Hudson (saison 3)
- Kavan Smith (VF : Éric Missoffe) : Ellis Boone (saison 3)
- Christine Willes (VF : Marie-Martine) : Patty Deckler (saison 3)
- Andrew Airlie (VF : Nicolas Marié) : Père John (saison 3)
- Jarod Joseph (VF : Nicolas Djermag) : Wilson Corvo (saison 3 - invité saison 4)
- Noam Jenkins (VF : Philippe Valmont) : Luca Raines (saison 3)
- Samantha Ferris (VF : Josiane Pinson) : Détective Libby Whitehead (saison 3)
- Chloe Babcook (VF : Vanessa Van-Geneugden) : Eva Petrov (saison 3)
- Lynn Whitfield (VF : Isabelle Leprince) : Marjorie Malloy (saisons 3 et 4)
- Ed Quinn (VF : Cyrille Monge) : Dr Alec Adams (saisons 3 et 4)
- Jerry O'Connell : Robert (saison 4)
- Tia Mowry (VF : Julie Turin) : Barbara Rultledege (saison 4)
- Navid Negahban (VF : Renaud Marx) : Jonathan Amadi (saison 4)
- Ian Harvie : Michael Hester (saison 4)
- Ella Thomas (VF : Charlotte Correa) : Jackie (saison 4)
- Haley Ramm : Stacey North (saison 4)
- Micky Shiloah : Reza (saison 4)
- Camila Banus : Kylie (saison 4)
- Brian Gattas (VF : Sam Salhi) : Randy (saison 4)
- David Sutcliffe (VF : Patrice Baudrier) : Adam (saison 4)
- Alanna Masterson (VF : Pamela Ravassard) : Lydia (saison 4)

### Invités
- Dennis Hayden : Dale Wilson (saison 1, épisodes 1 et 2)[11]
- John Schneider : Thomas Grey (saison 1, épisodes 1 et 3)
- Fabiana Udenio : Maria (saison 1, épisode 6)
- JoBeth Williams : Janet Carver (saison 1, épisode 9)
- Mimi Kennedy : Dr Susannah Ayers (saison 1, épisode 13)
- Soleil Moon Frye : elle-même (saison 2, épisode 1)
- Orson Bean : Un patient (saison 2, épisode 1)
- Joseph May : Mickey (saison 2, épisodes 1 et 3)
- Rudolf Martin : Andre Breitling (saison 2, épisode 2)
- Krista Allen : Janine Winterbaum (saison 2, épisodes 2 et 4)
- Judith McConnell : Une femme (saison 2, épisode 8)
- John Heard : Bruce Sappire (saison 2, épisode 9)
- Chelan Simmons : Ever (saison 3, épisode 8)
- Beth Littleford :	Lindsay Lehman (saison 4, épisode 3)
- Nathalie Kelley : Kristen Sorbonne (saison 4, épisode 8)

Source : DSD Doublage Séries Database

## Développement

### Production
Le 8 février 2012, la chaîne américaine ABC commande la série pour l'été 2013 sans passer par la case pilote. K.J. Steinberg écrit l'épisode pilote.
Le 27 février 2013, ABC a dévoilé la date de lancement de la série prévue pour le 27 mai 2013, puis repoussée pour le 3 juin.
Le 25 septembre 2013, la série a été renouvelée pour une deuxième saison.
Le 30 septembre 2014, la série a été renouvelée pour une troisième saison.
Le 25 septembre 2015, la série a été renouvelée pour une quatrième saison. Le 21 décembre 2015, la California Film Commission accorde de nouveau des accommodements budgétaires, permettant à la production de revenir à Los Angeles.
Le 9 septembre 2016, la série est annulée.

### Casting
Rochelle Aytes et Jes Macallan sont les premières à intégrer la série, suivi de Yunjin Kim, Eric Stocklin et Cameron Bender. Alyssa Milano, Jason George et Brett Tucker complètent la distribution de la série.
Pour la deuxième saison, Erik Stocklin ne fait plus partie de la distribution.
Le lendemain de l'annonce de renouvellement de la série pour une troisième saison, qui sera désormais tournée à Vancouver, au Canada (pour des raisons de coûts financiers), Alyssa Milano annonce qu'elle ne fera pas partie de la nouvelle saison, étant maman de deux enfants en bas âge, il sera difficile de se relocaliser ou se séparer de sa famille durant le tournage. Jennifer Esposito et Rob Mayes décrochent alors un rôle régulier, alors que Jason George n'apparaîtra que dans le premier épisode.
Pour la quatrième saison, Jennifer Esposito ne reviendra pas. L'actrice Tabrett Bethell, qui a joué le rôle de Kate, la sœur d'Harry dans un épisode de la deuxième saison, décroche un rôle régulier.

### Tournage
Le tournage de la première saison s'est déroulé du 25 mars 2012 au 18 décembre 2012, à Los Angeles.
La troisième saison a été tournée à Vancouver, puis la quatrième de nouveau à Los Angeles.

## Épisodes
| Saison | Saison | Nombre d'épisodes | Jour et heure de diffusion | Diffusion originale sur ABC | Diffusion originale sur ABC | Année | Audience moyenne (en millions) | Audience moyenne (en millions) | Audience moyenne (en millions) |
| Saison | Saison | Nombre d'épisodes | Jour et heure de diffusion | Début de saison             | Fin de saison               | Année | Première                       | Finale                         | Moyenne                        |
| ------ | ------ | ----------------- | -------------------------- | --------------------------- | --------------------------- | ----- | ------------------------------ | ------------------------------ | ------------------------------ |
|        | 1      | 13                | Lundi 22 h                 | 3 juin 2013                 | 9 septembre 2013            | 2013  | 4.40                           | 3.94                           | 3.80                           |
|        | 2      | 13                | Lundi 22 h                 | 2 juin 2014                 | 1er septembre 2014          | 2014  | 4.66                           | 3.74                           | 3.71                           |
|        | 3      | 13                | Jeudi 21 h                 | 18 juin 2015                | 3 septembre 2015            | 2015  | 3.79                           | 2.70                           | 3.20                           |
|        | 4      | 13                | Lundi 22 h                 | 30 mai 2016                 | 6 septembre 2016            | 2016  | 2.94                           | 2.57                           | 2.59                           |

### Première saison (2013)
1. Haute infidélité (Pilot)
2. 50 nuances de Joss (The Morning After)
3. Raison et sentiments (Breaking and Entering)
4. Embrassez qui vous voudrez (A Kiss Is Just a Kiss?)
5. D'Amour ou d'amitié (Decisions, Decisions)
6. Pas de secrets entre nous (Payback)
7. La Jalousie est un vilain défaut (All In)
8. L'Ultimatum (Ultimatum)
9. Tout sur ma mère (Guess Who's Coming to Dinner)
10. Propositions indécentes (Indecent Proposals)
11. Trahison suprême (Full Disclosure)
12. Je t'aime moi non plus (When One Door Closes...)
13. Un week-end entre filles (I Choose You)

### Deuxième saison (2014)
Elle a été diffusée du 2 juin 2014 au 1er septembre 2014.
1. Un nouveau départ (Rebuild)
2. Vieux démons (Boundaries)
3. Rendez-vous manqués (Open House)
4. Et plus si infinités (Friends with Benefits)
5. Chaussure à mon pied (Playing with Fire)
6. D'Aventures en aventures (What Do You Really Want)
7. La Déclaration (Why Do Fools Fall in Love?)
8. Doubles vies (An Affair to Surrender)
9. Spécialité du chef (Coming Clean)
10. Pris au piège (Charades)
11. L'Heure des choix (Choices)
12. Un cœur de pierre (Surprise)
13. Jusqu'à ce que la mort nous sépare ('Til Death Do Us Part)

### Troisième saison (2015)
Elle a été diffusée du 18 juin 2015 au 3 septembre 2015.
1. Mariage surprise (Gone Girl)
2. Détectives de choc (I'll Be Watching You)
3. Chaud devant (Odd Couples)
4. Séduction et tentations (Into the Woods)
5. Jamais deux sans trois (Threesomes)
6. Quelques maux d'amour (Love is an Open Door)
7. L'Appât (The Best Laid Plans)
8. Le Crime était presque parfait (Murder She Wrote)
9. Ma pire meilleure amie (Unreliable Witness)
10. Soyez sympas, rembobinez (What Could Have Been)
11. La Gifle (Guilt By Association)
12. Le Bénéfice du doute (Reasonable Doubt)
13. Impossibles adieux (Goodbye Girl)

### Quatrième saison (2016)
Cette saison, composée de treize épisodes, est a été diffusée du 30 mai 2016 au 6 septembre 2016.
1. Je vais bien, ne t'en fais pas (The New Girls)
2. Une experte pas comme les autres (Mistaken Identity)
3. Des bleus à l'âme (Under Pressure)
4. Le Goût de la vie (Blurred Lines)
5. Pas son genre (Lean In)
6. Quelques jours à Vegas (What Happens in Vegas)
7. Un mensonge de trop (Survival of the Fittest)
8. Couples à la dérive (Bridge Over Troubled Water)
9. Mauvaise passe (The Root of All Evil)
10. Confrontations (Confrontations)
11. Juste une mise au poing (Fight or Flight)
12. Carpe diem (Back to the Start)
13. Fantômes du passé (The Show Must Go On)

## Personnages
Cette section ne s'appuie pas, ou pas assez, sur des sources secondaires ou tertiaires indépendantes du sujet.

Pour l'améliorer, ajoutez-en, ou placez des modèles {{Source secondaire souhaitée}} ou {{Source secondaire nécessaire}} sur les passages mal sourcés. (juin 2017)

### Savannah Davis
Savannah « Savi » Davis est interprété par Alyssa Milano.
Savannah est avocate, fille de Janet Carver et Bruce Sappire. Elle est la demi-sœur aînée de Josslyn Carver et l'épouse de Harry Davis.

### Karen Kim
Karen Kim est interprétée par Yunjin Kim.
Karen se retrouve avec ses meilleures amies après s'être impliquée dans une relation compliquée avec un patient marié et riche. La relation est allée trop loin quand elle a débuté une liaison avec ce patient en phase terminale et à qui elle avait prescrit de la morphine. Après sa mort, le fils de son amant, Sam Grey, vient dans sa vie, mais il n'a aucune idée de sa relation avec son défunt père,.

### April Malloy
April Malloy est interprétée par Rochelle Aytes.
April est une veuve récente. Pour se reconstruire et aller de l'avant, elle ouvre une boutique de décorations pour la maison. Après avoir reçu un  chèque d'assurance-vie de son défunt mari, elle commence à recevoir des appels téléphoniques mystérieux : elle confie alors à ses amies qu'elle est convaincue que son mari est encore en vie. April prévoit un rendez-vous avec le père d'une des amis de sa fille. Elle se prépare, elle reçoit un autre appel mystérieux. Elle appelle la date en pensant que son mari ne veut pas qu'elle sorte avec Richard. Elle demande alors via Savannah l'aide d'un détective privé pour tracer les appels. Cela l'amène à un motel où une femme répond en lui disant qu'elle connaissait son mari. Cette mère retourne ensuite à la maison de April cette nuit avec un enfant en bas âge afro-américain, en disant qu'avant la mort du mari de April elle était enceinte.

### Josslyn Carver
Josslyn Carver est interprétée par Jes Macallan.
Elle est la demi-sœur de Savannah Davis. Dans la première saison, elle travaille comme agent immobilier, et elle entretient des relations peu profondes et n'est pas intéressée par une relation sérieuse jusqu'à sa rencontre avec Alex, une de ses clientes. Joss a grandi avec sa sœur aînée. Elle est plus jeune que Savi de 7 ans. Savannah a toujours rempli le rôle parental lorsque leur mère était absente. Par exemple, elle a acheté à Joss un collier pour son 7e anniversaire en disant que c'était un cadeau de leur mère,.

### Calista Raines
Calista Raines est interprétée par Jennifer Esposito.
Calista Raines est une directrice d'une marque de mode de luxe. Elle se lie d'amitié avec Joss .
Calista est persuadée que son mari a une maîtresse et veut le coincer. Elle embarquera Joss dans cette histoire et ensemble créeront un plan pour le coincer mais Lucas son mari a été assassiné. Joss et Calista seront emmenées en prison. Joss sera libérée grâce à Calista alors qu'elle n'est pas coupable. Elle finira par tenter de se suicider en prison,.

## Commentaires
- En 2009, la chaîne américaine Lifetime commande un pilote qui ne se transformera pas en série. Il mettait en scène cinq femmes dans la trentaine : Jane (Holly Marie Combs), Shannon (Brooke Burns), Ava (Rochelle Aytes), Cécilia (Sarah Glendening) et Kate (Camille Sullivan). Rochelle Aytes en était l'une des héroïnes. L'ancienne co-star d'Alyssa Milano, Holly Marie Combs, qui jouaient ensemble les rôles respectifs de Phoebe et Piper Halliwell dans Charmed, a tenu le rôle de Jane dans la version de pilote de Lifetime[49].
- En Nouvelle-Zélande, il était prévu que la série débute le 19 février 2013 sur TV2, soit quelques mois avant sa diffusion aux États-Unis[50]. Mais à la demande d'ABC, la chaîne a dû annuler la diffusion[51]. En Pologne, la série commence sa diffusion le 5 mars 2013 sur Fox Life sous le titre de Kochanki[52]. En Espagne, la série est diffusée depuis le 17 avril 2013 sur AXN White sous le titre de Infieles[53].

## Adaptation
| Mistresses (série originale) [2008-2010] | Mistresses (série américaine) [2013]  |
| ---------------------------------------- | ------------------------------------- |
| Orla Brady Siobhan Dhillon               | Alyssa Milano Savannah « Savi » Davis |
| Shelley Conn Jessica Fraser              | Jes Macallan Josslyn « Joss » Carver  |
| Sarah Parish Katie Roden                 | Yunjin Kim Karen Kim                  |
| Sharon Small Trudi Malloy                | Rochelle Aytes April Malloy           |
| Patrick Baladi Richard Dunlop            | Cameron Bender Richard Grieco         |
| Max Brown Sam Grey                       | Erik Stocklin Sam Grey                |
| Raza Jaffrey Harry Dhillon               | Brett Tucker Harry Davis              |
| Adam Rayner Dominic Montgomery           | Jason George Dominic Taylor           |

## Audiences

### Aux États-Unis
Le 3 juin 2013, ABC diffuse l’épisode pilote qui parvient à rassembler 4,40 millions de téléspectateurs avec un taux de 1.2 % sur les 18-49 ans. Le second épisode quant à lui réunit 4,22 millions de téléspectateurs, avec un taux de 1.4 % sur la cible fétiche des annonceurs . Au fil des semaines les audiences stabilisent autour des 4 millions de téléspectateurs jusqu'au final qui rassemble 3,91 fidèles avec un taux de 1.1 %. Cette première saison réunit en moyenne 3,90 millions de téléspectateurs.
Ensuite lors de son retour pour sa deuxième saison le 2 juin 2014, la série réunit 4,66 millions de téléspectateurs avec un taux de 1,2 % sur les 18-49 ans, soit la meilleure audience de la série sur le public global. Cette deuxième saison réalise des audiences sensiblement en baisse par rapport à la saison 1 en rassemblant en moyenne 3,71 millions de fidèles, soit une baisse de 80 000 fidèles.

### En France
La diffusion de la première saison sur Téva n'a pas été un grand succès : son épisode le plus suivi n’a intéressé que 140 000 téléspectateurs. Néanmoins lors de la diffusion en clair sur M6, les audiences ont affiché de très belles performances : le pilote a convaincu 678 000 téléspectateurs avec une part de marché de 12,1 %. M6 était deuxième des audiences derrière le téléfilm de TF1. Quelques jours plus tard, la série attirait 445 000 téléspectateurs pour son troisième épisode. Le septième épisode a conquis 549 000 téléspectateurs avec une part de marché de 9,3 %.